# Dimethylamin
Dimethylamin (též DMA) je organická sloučenina se vzorcem (CH3)2NH. Tento sekundární amin je bezbarvý, hořlavý, zkapalnitelný plyn se zápachem po amoniaku. Obvykle se používá ve formě vodného roztoku o koncentraci do 40 %. V roce 2005 činila roční světová výroba 270 tisíc tun.

## Struktura a vlastnosti
Molekula dimethylaminu je složena z atomu dusíku se dvěma methylovými substituenty a jedním protonem. Dimethylamin je zásaditý; pKa amonné soli CH3-NH2+-CH3 je 10,73, tedy více než v případě methylaminu (10,64) a trimethylaminu (9,79).
Dimethylamin reaguje s kyselinami a tvoří soli, například dimethylamin-hydrochlorid, bezbarvou pevnou látku tající při 171,5 °C. Dimethylamin se vyrábí katalytickou reakcí methanolu a amoniaku za zvýšené teploty a vysokého tlaku:
2 CH3OH + NH3 → (CH3)2NH + 2 H2O

## Použití
Dimethylamin je prekurzorem různých průmyslově významných sloučenin. Reaguje se sirouhlíkem za vzniku dimethyldithiokarbamátu, prekurzoru chemikálií široce používaných při vulkanizaci gumy. Z dimethylaminu se vyrábějí také rozpouštědla dimethylformamid a dimethylacetamid. Je též surovinou pro výrobu mnoha zemědělských a farmakologických produktů, například dimefoxu nebo difenhydraminu. Od DMA je odvozena i nervově paralytická látka tabun. Tenzid lauryldimethylaminoxid získaný z dimethylaminu se používá v mýdlech a čisticích prostředcích. Nesymetrický dimethylhydrazin je raketové palivo připravované z dimethylaminu.

## Biochemie
Rus domácí využívá dimethylamin jako feromon pro komunikaci.
DMA podléhá ve slabě kyselém prostředí nitrozaci na dimethylnitrosamin. Tato látka karcinogenní pro zvířata byla detekována a kvantifikována ve vzorcích lidské moči a může být i produktem nitrozace DMA oxidy dusíku přítomnými v kyselém dešti v silně industrializovaných zemích.